# Uwe Blab
Uwe Konstantine Blab (Múnich, Alemania Occidental, 26 de marzo de 1962) es un exjugador de baloncesto alemán que jugó durante cinco temporadas en la NBA. Con una altura de 2,16 metros jugaba en la posición de pívot.

## Carrera

### Inicios
Blab inició su carrera como baloncestista en Estados Unidos jugando en un instituto de Effingham (Illinois) desde donde fue a la Universidad de Indiana en cuyo equipo de baloncesto fue un destacado jugador de los Hoosiers promediando más de 16 puntos en su último año.

### Profesional
Su carrera como profesional se inició tras ser seleccionado en el Draft de la NBA de 1985 por los Dallas Mavericks en la decimoséptima posición. En la NBA jugó un total de 5 temporadas, 4 para los Mavericks y la última repartida entre los Golden State Warriors y los San Antonio Spurs, si bien sus estadísticas nunca fueron muy destacadas acabando su carrera con una media de 2,1 puntos y 1,8 rebotes por partido. 
Tras su periplo por el baloncesto estadounidense se fue a jugar a Europa donde militó en el Napoli Basket italiano y ALBA Berlin alemán.
Tras abandonar su carrera deportiva, reside en el estado de Texas, donde trabaja como profesor de matemáticas.

## Estadísticas de su carrera en la NBA

### Temporada regular
| Año     | Equipo       | PJ  | PT | MPP  | %TC  | %3P | %TL  | RPP | APP | ROB | TPP | PPP |
| ------- | ------------ | --- | -- | ---- | ---- | --- | ---- | --- | --- | --- | --- | --- |
| 1985-86 | Dallas       | 48  | 0  | 8.5  | .468 |     | .537 | 1.9 | .4  | .1  | .3  | 2.6 |
| 1986-87 | Dallas       | 30  | 0  | 5.3  | .392 |     | .464 | 1.2 | .4  | .1  | .3  | 1.8 |
| 1987-88 | Dallas       | 73  | 1  | 9.0  | .439 |     | .708 | 1.8 | .5  | .1  | .4  | 2.2 |
| 1988-89 | Dallas       | 37  | 0  | 5.6  | .462 |     | .800 | 1.2 | .3  | .1  | .4  | 1.8 |
| 1989-90 | Golden State | 40  | 33 | 12.0 | .379 |     | .548 | 2.5 | .6  | 0   | .6  | 2.1 |
| 1989-90 | San Antonio  | 7   | 0  | 7.1  | .545 |     | .500 | 1.3 | .1  | 0   | .0  | 2.1 |
| Total   | Total        | 235 | 34 | 8.4  | .433 |     | .608 | 1.8 | .4  | .1  | .4  | 2.1 |

### Playoffs
| Año   | Equipo      | PJ | PT | MPP  | %TC   | %3P | %TL   | RPP | APP | ROB | TPP | PPP |
| ----- | ----------- | -- | -- | ---- | ----- | --- | ----- | --- | --- | --- | --- | --- |
| 1986  | Dallas      | 1  | 0  | 6.0  | .667  | –   | –     | 1.0 | .0  | .0  | .0  | 4.0 |
| 1987  | Dallas      | 1  | 0  | 10.0 | 1.000 | –   | .250  | 3.0 | .0  | 1.0 | 1.0 | 3.0 |
| 1988  | Dallas      | 3  | 0  | 2.7  | .000  | –   | 1.000 | .3  | .3  | .0  | .0  | .7  |
| 1990  | San Antonio | 2  | 0  | 2.5  | .000  | –   | .500  | 1.0 | .0  | .0  | .0  | 1.5 |
| Total | Total       | 7  | 0  | 4.1  | .429  | –   | .500  | 1.0 | .1  | .1  | .1  | 1.7 |